# Ardino
Ardino (in bulgaro Ардино?) è un comune bulgaro situato nel distretto di Kărdžali di 29 383 abitanti (dati 2009). La sede comunale è nella località omonima

## Località
Il comune è formato dall'insieme delle seguenti località:
- Ardino (Sede comunale)
- Ahrjansko
- Avramovo
- Baševo
- Bistrogled
- Bogatino
- Borovica
- Brezen
- Bjal izvor
- Černigovo
- Červena skala
- Čubrika
- Dedino
- Djadovci
- Dojranci
- Dolno Prahovo
- Enjovče
- Gărbište
- Glavnik
- Golobrad
- Gorno Prahovo
- Hromica
- Iskra
- Jabălkovec
- Kitnica
- Krojačevo
- Latinka
- Levci
- Lenište
- Ljubino
- Mak
- Mlečino
- Musevo
- Padina
- Paspal
- Pesnopoj
- Pravdoljub
- Ribarci
- Rodopsko
- Rusalsko
- Sedlarci
- Sinčec
- Spoluka
- Srănsko
- Star Čitak
- Stojanovo
- Suhovo
- Svetulka
- Tărna
- Tărnoslivka
- Temenuga
- Žăltuša